# Alexander von Mensdorff-Pouilly
Alexander Graf von Mensdorff-Pouilly, książę Dietrichstein zu Nikolsburg (ur. 4 sierpnia 1813 w Coburgu, zm. 14 lutego 1871 w Pradze) – austriacki wojskowy i polityk, Feldmarschalleutnant, minister spraw zagranicznych i minister-prezydent kraju.

## Życie
Wzorem ojca wybrał karierę wojskową i w roku 1829 jako szesnastolatek wstąpił do armii austriackiej, gdzie od początku służył w różnych jednostkach kawalerii. Majorem został w 1844 roku. W latach 1848–49 walczył w Italii. W listopadzie 1849 mianowany adiutantem cesarza poprosił o przeniesienie do armii walczącej z powstańcami węgierskimi, gdzie wyróżnił się podczas bitwy pod Komárom. W 1850 mianowany generał-majorem był namiestnikiem prowincji Schleswig-Holstein (1850-1852), a następnie w latach 1852-1853 posłem w Petersburgu. Odwołany z tej funkcji, następne lata spędził w Anglii. Mianowany brygadierem 7. Korpusu Armii, od 1856 dowódca wojskowy w Banacie. 1 marca 1859 r. awansowany na feldmarszałka-porucznika. Podczas powstania styczniowego gubernator Galicji (1862-1864). Od 27 października 1864 minister spraw zagranicznych w gabinecie Antona von Schmerlinga, od 1865 roku premier (Ministerpräsident). Przegrana wojna austriacko-pruska (1866) spowodowała jego dymisję (listopad 1866). W roku 1870 mianowany dowódcą w Zagrzebiu, później w Pradze. 

## Odznaczenia
Odznaczenia Alexandra von Mensdorff-Pouilly to między innymi:
- Krzyż Wielki Orderu Leopolda[4]
- Krzyż Komandorski Orderu Leopolda z dekoracją wojenną[4]
- Krzyż Kawalerski Orderu Marii Teresy[4]
- Krzyż Zasługi Wojskowej z dekoracją wojenną[4]
- Order Świętej Anny I klasy (Imperium Rosyjskie)
- Order Świętego Włodzimierza III klasy z mieczami (Imperium Rosyjskie)
- Order Orła Czerwonego I klasy (Prusy)
- Krzyż Wielki Orderu Fryderyka (Wirtembergia)
- Krzyż Wielki Orderu Zasługi Filipa Wspaniałomyślnego (Hesja)
- Krzyż Wielki Orderu Ernestyńskiego (Saksonia)
- Wielki Oficer Legii Honorowej (Francja)
- Kawaler Komandor Orderu Łaźni (Wielka Brytania)[4]
- Komandor Krzyża Wielkiego Orderu Miecza (Szwecja)
- Krzyż Wielki Orderu Danebroga (Dania)
- Krzyż Wielki Orderu Świętego Józefa (Toskania)
- Wielki Oficer Orderu Leopolda (Belgia)
- Kawaler Krzyża Wielkiego Orderu Lwa Niderlandzkiego (Holandia)
- Krzyż Wielki Orderu Orła Meksykańskiego (Meksyk, 1865)
- Komandor Orderu Wieży i Miecza (Portugalia)
- Baliw Wielkiego Krzyża po Sprawiedliwości (Zakon Maltański)

## Rodzina
Pchodził z lotaryńskiego rodu, podniesionego w roku 1818 do rangi hrabiów Austrii. Jego ojcem był gen. kawalerii Emmanuel Graf von Mensdorff-Pouilly (1777-1852), a matką Sophie von Sachsen-Coburg-Saalfeld (zm. 1835, córka księcia Franza von Sachsen-Coburg-Saalfeld), spokrewniona z angielską rodziną królewską